# Le Percy
Pour les articles homonymes, voir Percy.
Le Percy (avant le 1er janvier 2023 : Percy) est une commune française située dans le département de l'Isère, en région Auvergne-Rhône-Alpes.

## Géographie

### Situation et description
Petite commune en population mais assez étendue en superficie, Le Percy présente un aspect essentiellement rural. Son territoire, positionné en zone de moyenne montagne, fait partie du parc naturel régional du Vercors et de la communauté de communes du Trièves.

### Communes limitrophes
Le territoire de la commune de Percy est limitrophe de six autres communes dont une située dans le département des Hautes-Alpes.

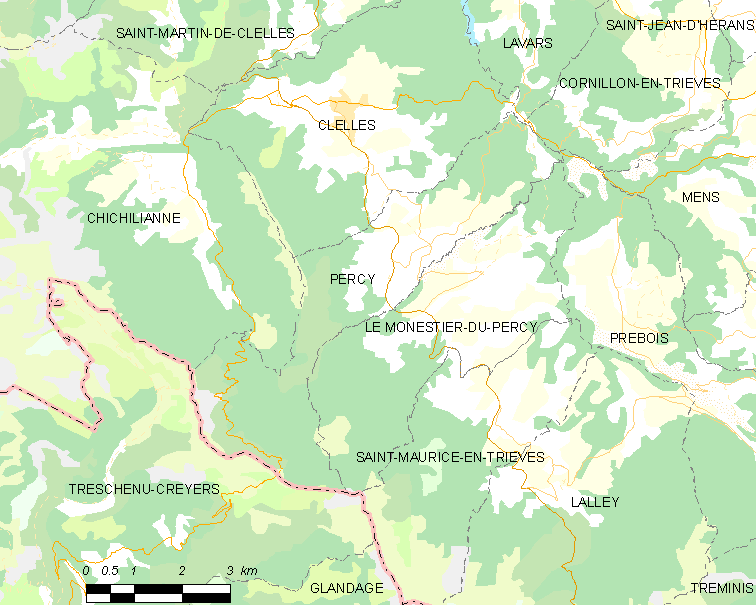
Situation géographie au sud du Trièves.

|              | Clelles                           | Lavars / Cornillon-en-Trièves |
| Chichilianne | Le Percy                          | Le Monestier-du-Percy         |
|              | Chatillon-en-Diois (Hautes-Alpes) |                               |

### Climat
Pour des articles plus généraux, voir Climat d'Auvergne-Rhône-Alpes et Climat de l'Isère.
En 2010, le climat de la commune est de type climat des marges montargnardes, selon une étude du Centre national de la recherche scientifique s'appuyant sur une série de données couvrant la période 1971-2000. En 2020, Météo-France publie une typologie des climats de la France métropolitaine dans laquelle la commune est exposée à un climat de montagne ou de marges de montagne et est dans la région climatique Alpes du sud, caractérisée par une pluviométrie annuelle de 850 à 1 000 mm, minimale en été.
Pour la période 1971-2000, la température annuelle moyenne est de 9,7 °C, avec une amplitude thermique annuelle de 17,4 °C. Le cumul annuel moyen de précipitations est de 937 mm, avec 9,1 jours de précipitations en janvier et 5,8 jours en juillet. Pour la période 1991-2020, la température moyenne annuelle observée sur la station météorologique de Météo-France la plus proche, « Chichilianne », sur la commune de Chichilianne à 6 km à vol d'oiseau, est de 9,0 °C et le cumul annuel moyen de précipitations est de 1 252,5 mm,. Pour l'avenir, les paramètres climatiques de la commune estimés pour 2050 selon différents scénarios d'émission de gaz à effet de serre sont consultables sur un site dédié publié par Météo-France en novembre 2022.

### Hydrographie
La partie septentrionale du territoire de la commune est bordé par l'Ébron, affluent du Drac.

### Voies de communication
Le Percy est accessible depuis Grenoble et Sisteron par l'ancienne route nationale 75 devenue route départementale 1075, à la suite d'un déclassement.

## Urbanisme

### Typologie
Au 1er janvier 2024, Le Percy est catégorisée commune rurale à habitat dispersé, selon la nouvelle grille communale de densité à sept niveaux définie par l'Insee en 2022.
Elle est située hors unité urbaine. Par ailleurs la commune fait partie de l'aire d'attraction de Grenoble, dont elle est une commune de la couronne,. Cette aire, qui regroupe 204 communes, est catégorisée dans les aires de 700 000 habitants ou plus (hors Paris),.

### Occupation des sols

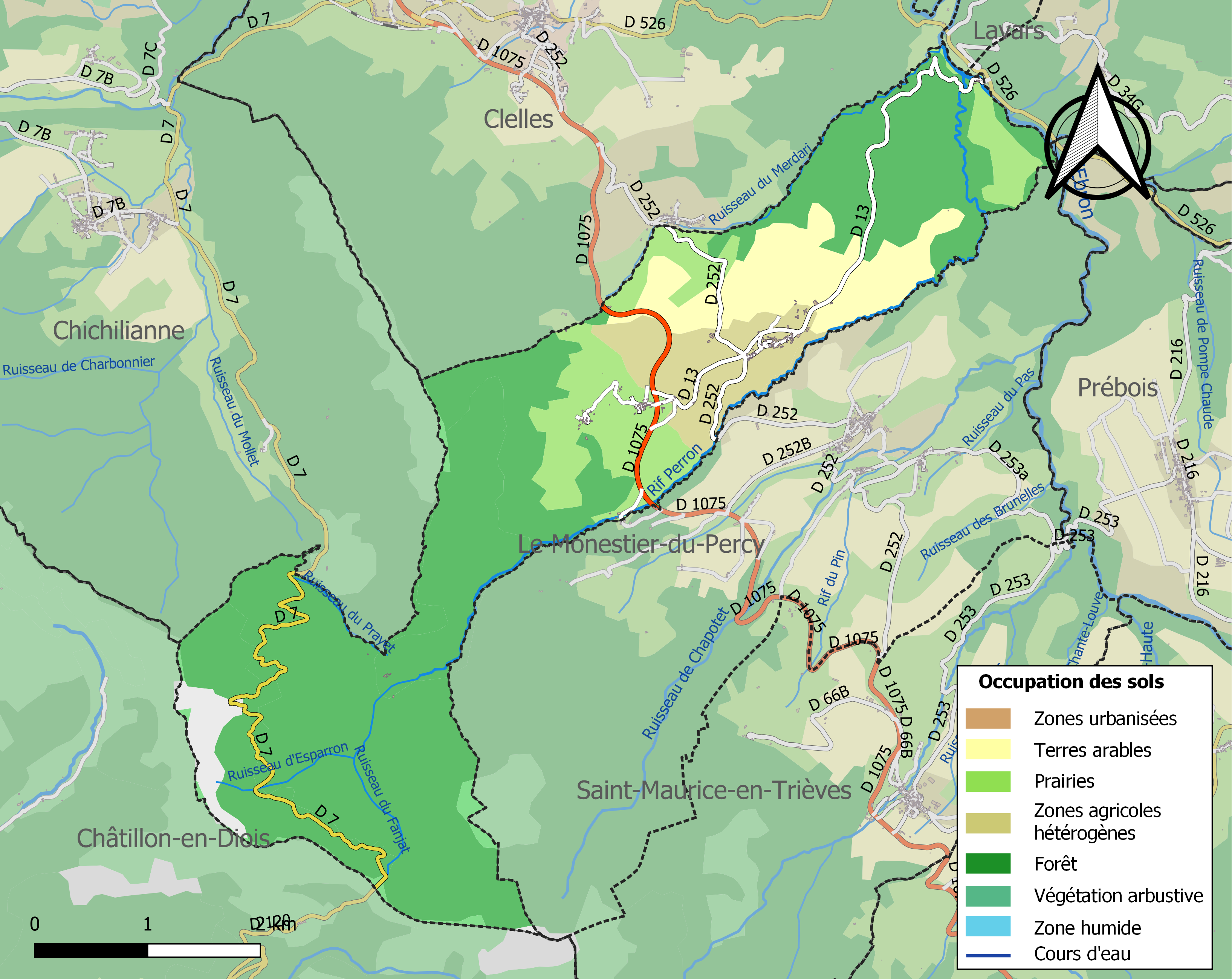
Carte des infrastructures et de l'occupation des sols de la commune en 2018 (CLC).

L'occupation des sols de la commune, telle qu'elle ressort de la base de données européenne d’occupation biophysique des sols Corine Land Cover (CLC), est marquée par l'importance des forêts et milieux semi-naturels (68,8 % en 2018), une proportion sensiblement équivalente à celle de 1990 (69,6 %). La répartition détaillée en 2018 est la suivante : 
forêts (65,3 %), prairies (12,9 %), terres arables (10,3 %), zones agricoles hétérogènes (8,1 %), espaces ouverts, sans ou avec peu de végétation (2,2 %), milieux à végétation arbustive et/ou herbacée (1,3 %).
L'IGN met par ailleurs à disposition un outil en ligne permettant de comparer l’évolution dans le temps de l’occupation des sols de la commune (ou de territoires à des échelles différentes). Plusieurs époques sont accessibles sous forme de cartes ou photos aériennes : la carte de Cassini (XVIIIe siècle), la carte d'état-major (1820-1866) et la période actuelle (1950 à aujourd'hui).

### Risques naturels et technologiques

#### Risques sismiques
La totalité du territoire de la commune de Percy est situé en zone de sismicité n°3, comme la plupart des communes de son secteur géographique. Ce territoire se situe cependant au sud de la limite d'une zone sismique classifiée de « moyenne » et qui partage le département de l'Isère.
| Type de zone | Niveau            | Définitions (bâtiment à risque normal) |
| ------------ | ----------------- | -------------------------------------- |
| Zone 3       | Sismicité modérée | accélération = 1,1 m/s2                |

## Politique et administration

### Liste des maires
| Période                                  | Période       | Identité            | Étiquette           | Qualité                           |
| ---------------------------------------- | ------------- | ------------------- | ------------------- | --------------------------------- |
| Les données manquantes sont à compléter. |               |                     |                     |                                   |
| 2001                                     | mars 2008     | Capucine Le Douarin | PS                  |                                   |
| mars 2008                                | novembre 2017 | Guillaume Gontard   | DVG (proche d'EELV) | Architecte Sénateur (depuis 2017) |
| novembre 2017                            | En cours      | Sabine Campredon    |                     |                                   |

## Population et société

### Démographie
L'évolution du nombre d'habitants est connue à travers les recensements de la population effectués dans la commune depuis 1793. Pour les communes de moins de 10 000 habitants, une enquête de recensement portant sur toute la population est réalisée tous les cinq ans, les populations de référence des années intermédiaires étant quant à elles estimées par interpolation ou extrapolation. Pour la commune, le premier recensement exhaustif entrant dans le cadre du nouveau dispositif a été réalisé en 2006.

En 2022, la commune comptait 167 habitants, en évolution de −1,18 % par rapport à 2016 (Isère : +3,07 %, France hors Mayotte : +2,11 %).
| 1793 | 1800 | 1806 | 1821 | 1831 | 1836 | 1841 | 1846 | 1851 |
| ---- | ---- | ---- | ---- | ---- | ---- | ---- | ---- | ---- |
| 269  | 238  | 270  | 265  | 260  | 302  | 295  | 301  | 315  |

| 1856 | 1861 | 1866 | 1872 | 1876 | 1881 | 1886 | 1891 | 1896 |
| ---- | ---- | ---- | ---- | ---- | ---- | ---- | ---- | ---- |
| 314  | 280  | 302  | 260  | 473  | 224  | 281  | 217  | 226  |

| 1901 | 1906 | 1911 | 1921 | 1926 | 1931 | 1936 | 1946 | 1954 |
| ---- | ---- | ---- | ---- | ---- | ---- | ---- | ---- | ---- |
| 197  | 177  | 172  | 156  | 160  | 142  | 135  | 130  | 115  |

| 1962 | 1968 | 1975 | 1982 | 1990 | 1999 | 2006 | 2011 | 2016 |
| ---- | ---- | ---- | ---- | ---- | ---- | ---- | ---- | ---- |
| 89   | 68   | 66   | 77   | 101  | 111  | 118  | 146  | 169  |

| 2021 | 2022 | - | - | - | - | - | - | - |
| ---- | ---- | - | - | - | - | - | - | - |
| 170  | 167  | - | - | - | - | - | - | - |

### Enseignement
La commune est rattachée à l'académie de Grenoble.

### Médias
Historiquement, le quotidien à grand tirage Le Dauphiné libéré consacre, chaque jour, y compris le dimanche, dans son édition de l'Isère-Sud, un ou plusieurs articles à l'actualité du canton de la communauté de communes, ainsi que des informations sur les éventuelles manifestations locales, les travaux routiers, et autres événements divers à caractère local.
La commune est située sur l'aire de diffusion de radio Ici Isère, une radio publique qui émet sur tout le territoire du département de l'Isère.

### Cultes
L'église (propriété de la commune) et la communauté catholique de Percy dépendent de la paroisse Notre-Dame d'Esparron (Relais du Mont-Aiguille), elle-même rattachée au diocèse de Grenoble-Vienne.

## Culture locale et patrimoine

### Lieux et monuments

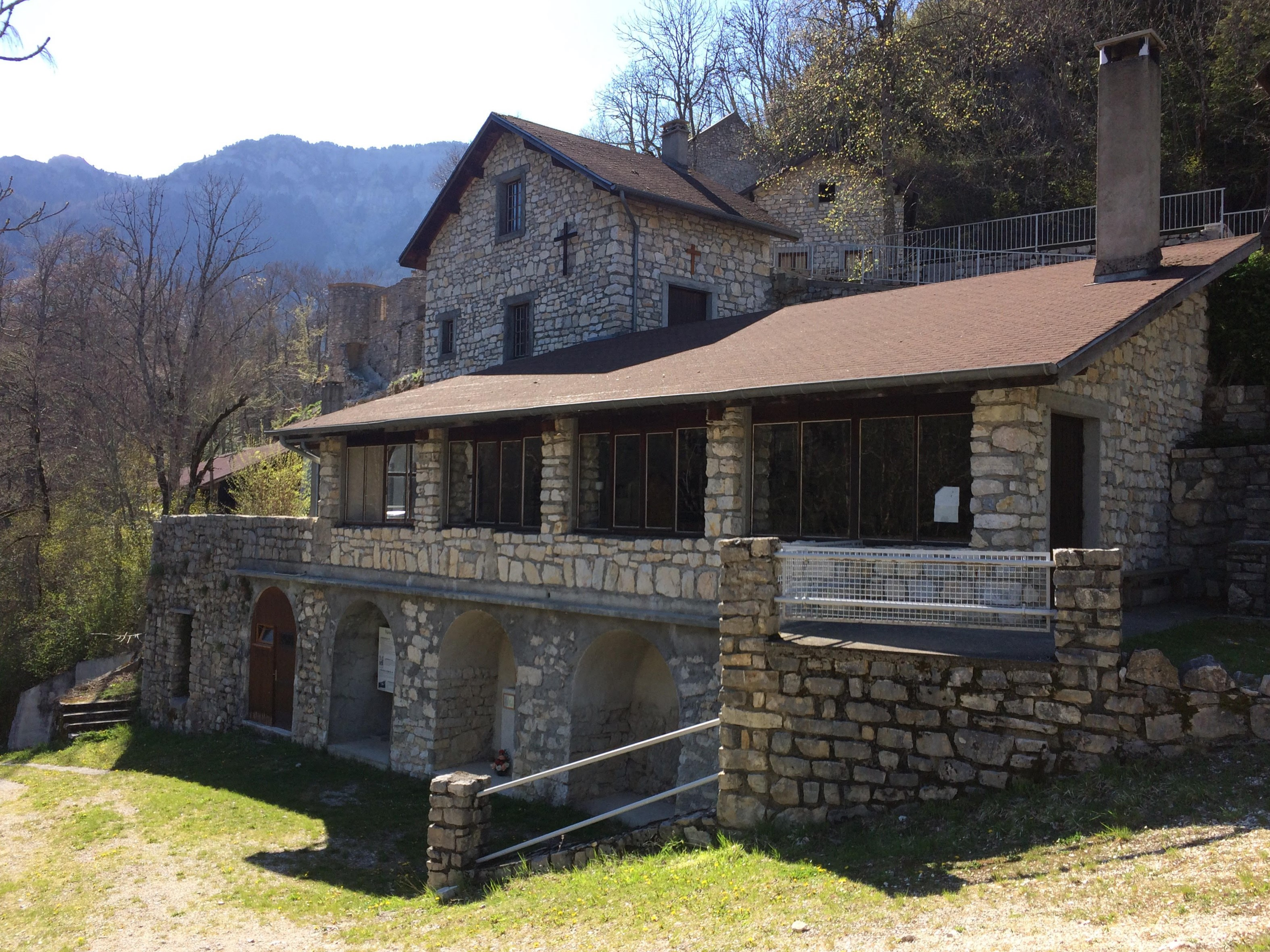
L'ermitage Notre-Dame d'Esparron.

- Ermitage Notre-Dame d’Esparron.
- Église Saint-Barthélemy de Percy.

### Héraldique
|  | Le Percy possède des armoiries dont l'origine et le blasonnement exact ne sont pas disponibles. |